# Flagspætter
Slægten Flagspætter (Dendrocopos) er en slægt indenfor spætterne.
- Sulawesiflagspætte,  Dendrocopos temminckii
- Filippinsk flagspætte,  Dendrocopos maculatus
- Brunisset Flagspætte,  Dendrocopos nanus
- Sundaflagspætte,  Dendrocopos moluccensis
- Gråisset flagspætte,  Dendrocopos canicapillus
- Grå flagspætte,  Dendrocopos kizuki
- Lille flagspætte,  Dendrocopos minor
- Brunpandet flagspætte,  Dendrocopos auriceps
- Okkerflagspætte,  Dendrocopos macei
- Bryststribet flagspætte,  Dendrocopos atratus
- Gulkronet flagspætte,  Dendrocopos mahrattensis
- Arabisk flagspætte,  Dendrocopos dorae
- Brunbuget flagspætte,  Dendrocopos hyperythrus
- Darjeelingflagspætte,  Dendrocopos darjellensis
- Karminbrystet flagspætte,  Dendrocopos cathpharius
- Mellemflagspætte,  Dendrocopos medius
- Hvidrygget flagspætte,  Dendrocopos leucotos
- Stor flagspætte,  Dendrocopos major
- Syrisk flagspætte,  Dendrocopos syriacus
- Hvidvinget flagspætte,  Dendrocopos leucopterus
- Broget flagspætte,  Dendrocopos assimilis
- Himalayaflagspætte,  Dendrocopos himalayensis